# Statele din Nord

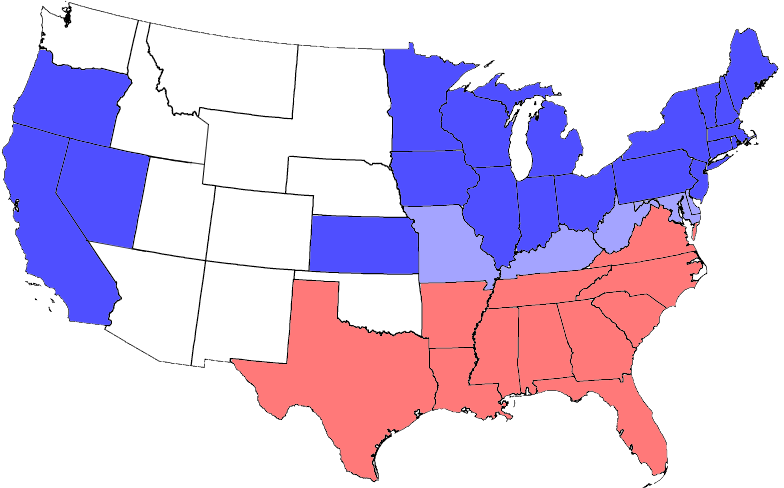
Harta SUA (1864)
Cu roșu statele din sud
Cu albastru statele din nord

Statele din Nord sunt statele nordamericane situate la nord de linia Mason-Dixon, ele au fost statele industriale unioniste care au luptat în Războiul civil american contra Statelor din Sud (Statele Confederate ale Americii) care aveau sclavi pe plantații. La început nehotărâte statele  Maryland și Kentucky de partea cui să intre în război sub presiunea ambelor tabere, Maryland și Kentucky intră în război de partea Statelor Unioniste.

## Statele unioniste din nord
| - California - Connecticut - Delaware* - Illinois - Indiana | - Iowa - Kansas - Kentucky* - Maine - Maryland* | - Massachusetts - Michigan - Minnesota - Missouri* - Nevada | - New Hampshire - New Jersey - New York - Ohio - Oregon | - Pennsylvania - Rhode Island - Vermont - West Virginia* - Wisconsin |

Douăzeci și trei de state au rămas loiale Uniunii: California, Connecticut, Delaware, Illinois, Indiana, Iowa, Kansas, Kentucky, Maine, Maryland, Massachusetts, Michigan, Minnesota, Missouri, New Hampshire, New Jersey, New York, Ohio, Oregon, Pennsylvania, Rhode Island, Vermont, și Wisconsin. Pe parcursul războiului, Nevada și Virginia de Vest s-au alăturat Uniunii ca state noi. Tennessee și Louisiana au revenit sub controlul militar al Uniunii în prima parte a războiului.
Teritoriile Colorado, Dakota, Nebraska, Nevada, New Mexico, Utah, și Washington au luptat de partea Uniunii.